# Tethyaster grandis
Tethyaster grandis is een kamster uit de familie Astropectinidae.
De wetenschappelijke naam van de soort werd, als Sideriaster grandis, in 1899 gepubliceerd door Addison Emery Verrill.